# Тейшейра ди Мелу, Эурику
Эурику Силва Тейшейра ди Мелу (порт. Eurico Silva Teixeira de Melo; 28 сентября 1925, Санту-Тирсу — 1 августа 2012, Порту) — португальский политик и государственный деятель, один из руководителей правоцентристской Социал-демократической партии. Активный участник антикоммунистического противостояния Жаркого лета. Министр внутренних дел в 1980 и 1985—1987 годах, министр национальной обороны в 1987—1990 годах.

## Химик и преподаватель
Родился в небольшом городе округа Порту. Принадлежал к среднему классу традиционно консервативного Севера Португалии. Окончил инженерный факультет Университета Порту по специальности инженера-химика. Работал ассистентом и преподавателем на факультете, был профессором университета.
В период авторитарного Нового государства, при правлении Салазара и Каэтану, Эурику ди Мелу не занимался политической деятельностью. Симпатизировал либеральным критикам режима типа Франсишку Са Карнейру.

## Политик «Жаркого лета»
После Революции гвоздик 25 апреля 1974 года в Португалии началось создание политических партий. Эурику ди Мелу стал одним из организаторов Народно-демократической партии; с 1976 — Социал-демократическая (НДП, СДП). Занимал в НДП-СДП жёстко антикоммунистические позиции, являлся лидером правого крыла партии.
Эурику ди Мелу Был решительным противником компартии, её сторонников в ДВС, левого правительства Вашку Гонсалвиша и Революционного совета. Считался в СДП представителем консервативного «северного лобби».
В 1975—1976, в том числе в период Жаркого лета, Эурику ди Мелу был гражданским губернатором Браги. Поддерживал массовые антикоммунистические выступления, сотрудничал с командующим Северным военным округом генералом Пирешем Велозу. Подобно Пирешу Велозу был прозван «вице-королём Севера». Сыграл видную роль в победе антикоммунистических сил в ноябрьском противостоянии 1975.

## Партийный руководитель и член правительства
На парламентских выборах 1979 года победу одержал правоцентристский Демократический альянс — коалиция с участием СДП. Эурику ди Мелу был назначен министром внутренних дел в правительстве Франсишку Са Карнейру.
После гибели Са Карнейру в авиационной катастрофе Эурику ди Мелу оставил министерский пост. Он имел политические разногласия с партийными преемниками Са Карнейру — Франсишку Пинту Балсеманом и Нуну Родригешем душ Сантушем. Поддерживал правую группу — Марселу Ребелу ди Соза, Жозе Мигела Жудисе, Педру Сантана Лопеша. Эурику ди Мелу был противником сближения с левыми силами и коалиции с Соцпартией Мариу Соареша. Этот проект оказался сорван в значительной степени под его влиянием.
В 1984, после поражения СДП на выборах и отставки Пинту Балсемана, Эурику ди Мелу несколько месяцев состоял в партийной руководящей тройке — вместе с Карлушем Мота Пинту и Энрике Нашсименту Родригешем. В 1985 Эурику ди Мелу сыграл решающую роль в продвижении Анибала Каваку Силва на пост председателя СДП.
Дважды — при Пинту Балсемане в 1983 и при Каваку Силва в 1989 — Эурику ди Мелу был заместителем председателя СДП. С 1990 по 1992 он председательствовал в Национальном совете партии.
На протяжении десятилетий Эурику ди Мелу принадлежал к ключевым фигурам руководства СДП. Он считался в партии «пожарным для специальных миссий» и «патриархом диалога с гражданским обществом». При этом он не имел претензий на пост председателя партии или главы правительства.
На выборах 1985 года победу вновь одержала СДП. Новое правительство возглавил Анибал Каваку Силва. В его однопартийном кабинете Эурику ди Мелу вернулся на пост министра внутренних дел. После успеха СДП на выборах 1987 года Эурику ди Мелу стал заместителем премьер-министра Каваку Силва и министром национальной обороны. Оставался на этих постах до 1990 года, когда ушёл в отставку из-за деловых разногласий с премьером. После отставки Эурику ди Мелу сохранил влияние на партийную политику, оставался среди ведущих авторитетов СДП.

## Депутат и финансист
В 1995 году Каваку Силва оставил посты премьер-министра и председателя СДП. Была выдвинута кандидатура Эурику ди Мелу. Он, однако, взял самоотвод, сославшись на преклонный возраст (ему было уже 70 лет) и поддержал Фернанду Ногейру.
Эурику ди Мелу продолжал политическую деятельность в качестве депутата Европарламента от Португалии (1994—1999) и депутата городского совета на своей малой родине Санту-Тирсу (2001—2003). Был также членом совета директоров финансовой группы Grupo Santander.
Эурику ди Мелу был удостоен португальских, бразильских, испанских, венесуэльских, французских, шведских, греческих наград.

## Кончина и память
Скончался Эурику ди Мелу в возрасте 86 лет. На похоронах в Санту-Тирсу присутствовали многие крупные политики и государственные деятели, в том числе президент Португалии Анибал Каваку Силва.
В заявлении СДП говорилось об уходе из жизни «одного из величайших политиков страны». «Свободным гражданином и образцом достоинства» назвал его Анибал Каваку Силва. Он также отметил глубинную связь Эурику ди Мелу с «корнями Севера». Премьер-министр Педру Пасуш Коэлью выразил глубокую скорбь в связи с кончиной «человека, который так много сделал для своего региона и своей страны». Давний политический противник покойного Мариу Соареш охарактеризовал Эурику ди Мелу как «серьёзного демократа».

## Семья
Эурику ди Мелу был женат, имел сына и двух дочерей. Двоюродным племянником приходился ему Нуну Тейшейра ди Мелу, один из лидеров консервативной Народной партии.